# 大関増栄
大関 増栄（おおぜき ますなが）は、江戸時代前期の大名。下野国黒羽藩5代藩主。
寛永16年（1639年）、3代藩主・大関高増の次男として生まれる。
正保3年（1646年）、父の死去を受け兄・増親が家督を継いだ際、兄より1000石を与えられて交代寄合となる。寛文2年（1662年）4月、増親が嗣子無くして早世するとその養子となり、6月21日に家督を継いだ。7月23日、江戸幕府4代将軍・徳川家綱に御目見し、父の遺物である延寿国時の刀を献上した。
寛文4年（1664年）12月28日、従五位下・信濃守に叙任される。寛文11年（1671年）3月28日、大阪加番に任じられた。
貞享5年（1688年）6月21日（異説として元禄元年（1689年）12月13日）、江戸藩邸にて死去。享年50。
子の増茂は早世していたため、嫡孫の増恒が跡を継いだ。

## 系譜
父母
- 大関高増（実父）
- 分部光信の娘（実母）
- 大関増親（養父）

正室
- 小出吉重の娘

子女
- 大関増茂
- 娘
- 右衛門
- 伊丹勝守正室後に神保親茂正室
- 万治郎